# Borsodszentgyörgy
Borsodszentgyörgy là một thị trấn thuộc hạt Borsod-Abaúj-Zemplén, Hungary. Thị trấn này có diện tích 21,52 km², dân số năm 2010 là 1161 người, mật độ 54 người/km².